# Ana Bokesa
Ana Cristina Bokesa, conocida simplemente como Ana Bokesa, es una actriz española, que interpreta a Rocío en la serie de Netflix Élite.

## Filmografía

### Cine
| Año  | Título | Papel | Notas        |
| ---- | ------ | ----- | ------------ |
| 2020 | 2091   |       | Cortometraje |

### Televisión
| Año       | Título               | Papel             | Notas                                             |
| --------- | -------------------- | ----------------- | ------------------------------------------------- |
| 2022      | Amar es para siempre | Samba             |                                                   |
| 2015      | B&b, de boca en boca |                   | 1 episodio                                        |
| 2016      | Centro médico        |                   | 1 episodio                                        |
| 2018      | Capítulo 0           | Loretta           | 1 episodio                                        |
| 2020      | La que se avecina    |                   | 1 episodio                                        |
| 2022–2023 | Élite                | Rocío Owono Durán | Personaje principal, 14 episodios (temporada 6-7) |